# Vincent Everts
Vincent Everts (12 mei 1959) is een Nederlandse trendwatcher en vlogger op het gebied van internet en techniek.
Nadat hij van 1988 tot 1993 als ondernemer in de Verenigde Staten het documentmanagementbedrijf Cyco Software was begonnen, werd Everts in 1995 directeur van het beginnende Mediaplaza in Utrecht. Dit bleef hij tot 1999. Media Plaza had als missie om het demonstratiecentrum van internet te zijn waar ondernemers kennismaken met de mogelijkheden van internet, zoals e-commerce.
Everts was van 2001 tot 2004 voorzitter van de vereniging Netwerk Gebruikersgroep Nederland (4000 netwerkprofessionals). Hij werkte met Roel Pieper aan projecten zoals het kilometerheffingsproject voor het ministerie van Verkeer en Waterstaat, een vernieuwend project dat destijds veel kritiek kreeg.
Everts heeft gewerkt voor bedrijven en instellingen zoals KPN, de NOS en het ministerie van Economische Zaken.
Everts was tevens CEO en investeerder van het bedrijf Innovader.
Everts geeft lezingen over ontwikkelingen rondom nieuwe technologieën en innovatie. Hij had een column bij BNR Nieuwsradio en bij De Telegraaf. Hij ontving de Kubbikprijs van de Universiteit van Tilburg.
Everts verzorgt sinds de coronapandemie een wekelijkse videocast via YouTube met Maurice de Hond waarin zij hun visie geven op het verloop van de pandemie en hoe de overheid hierop handelt. Op 15 december 2021 werd hij tijdens een uitzending live overvallen door criminelen die het op bitcoins hadden voorzien.